# Жільбер де Лануа
Жільбер де Лануа (фр. Gilbert de Lannoy 1386 — 22 квітня 1462) — бургундський мандрівник і дипломат, мемуарист.

## Життя і мемуаристика
Походив зі стародавнього французького роду, який осів у Фландрії, що належала герцогам Бургундії. З 13 років вів життя «досконалого» лицаря: брав участь в турнірах, хрестових походах, численних війнах і міжусобицях: столітній війні, боротьбі арманьяка і бургіньйонів у Франції, Ланкастерів і Плантагенетів в Англії. Кавалер Ордена Золотого Руна. Багато подорожував (Німеччина, Данія, Іспанія, Сирія, Єгипет), відвідував Святу Землю і інші традиційні місця паломництва, виконував дипломатичні доручення різних монархів. Здійснив дві подорожі по Східній Європі, в 1413–1414 і 1421 роках. Перша відбулася після його участі в поході прусських хрестоносців на Польщу і пролягала через Новгород і Псков, Лівонію та ВКЛ (по маршруту Дінабург — Вільнюс — Тракай — Каунас — Мемель (Клайпеда). Зустрічався з великим князем Вітовтом, його дружиною Анною, дочкою Софією та онукою Ганною. Під час другої виконував роль посла англійського короля Генріха V до монархів Східної Європи — Ягайла, Вітовта, візантійського імператора Мануїла II, з утопічною метою створення широкої коаліції держав на чолі з Англією для хрестового походу проти османів. Проїхав через литовське Поділля, в Кам'янці знову зустрічався з Вітовтом, був присутній при прийнятті ним псковського і новгородського посольств. Отримав цінні подарунки, захисні листи і доручення до татарського хана, ставленика Вітовта. Продовжив шлях в Константинополь через Молдову і Крим. Був свідком зведення під керівництвом подільського старости Гедигольда на протилежному від Білгорода березі Дністра литовського замку, на будівництві якого були зайняті 12 тисяч чоловік і 4 тисяч возів.
Лануа звертав увагу перш за все на військово-топографічні характеристики місцевостей (стан фортифікацій, шляхи сполучення), але його щоденники містять багато інших цінних відомостей з історії ВКЛ, в тому числі етнографічного характеру. Відзначив наявність у жителів ВКЛ окремої мови та існування 12 єпархій. Як католик, дорікав Вітовта за зв'язок з гуситами, порушення поста і т. д., але засвідчив міць і вплив держави, гегемонія якої на просторі від Новгорода до Криму не викликала у нього сумнівів. Місія Лануа підвела риску під тривалим періодом насторожено-ворожого ставлення до ВКЛ як до держави «сарацинів» і сприяла поширенню знань про неї в Західній Європі . Так, німецький хроніст Ульріх Ріхенталь (1420-ті роки) посилався на Лануа, визначаючи межі Європи: «Європа — це земля, всередині якої ми знаходимося, вона прилягає до Білої Русі, до Смоленська, а через них — і до цієї Туреччини, до герцогства Литви, Польщі, Славонії, Угорщини, Моравії, Чехії, Римської імперії».